# Frans van der Hulst

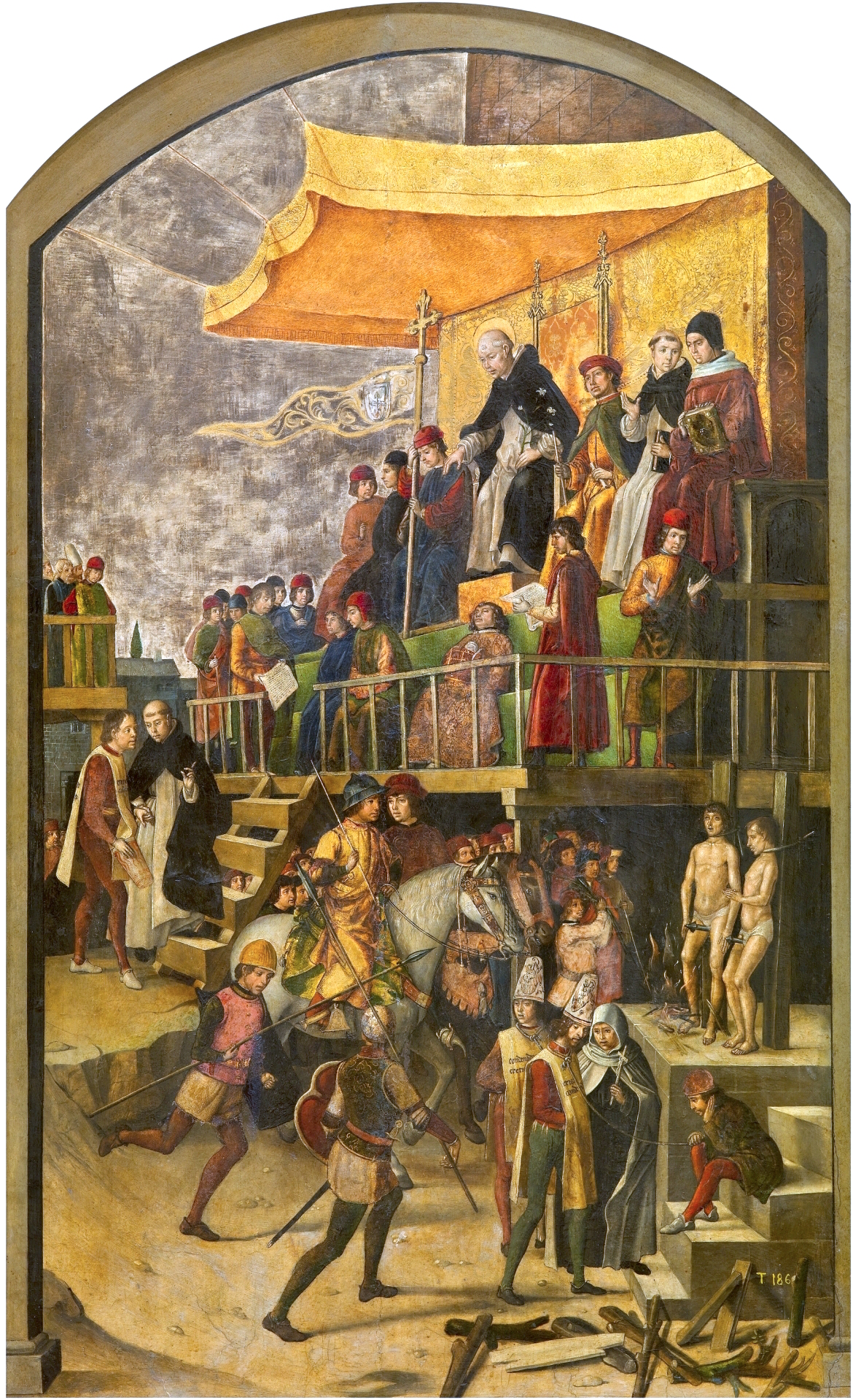
Pedro Berruguete: São Domingos Presidindo a um auto-de-fé (1475). Visões artísticas que retratam o tema geralmente apresentam cenas de tortura e de pessoas queimando na fogueira durante os eventos/procedimentos, o que é historicamente difícil de se comprovar por documentos que façam referência a este tipo de violência da instituição que realizava e organizava a Santa Inquisição.

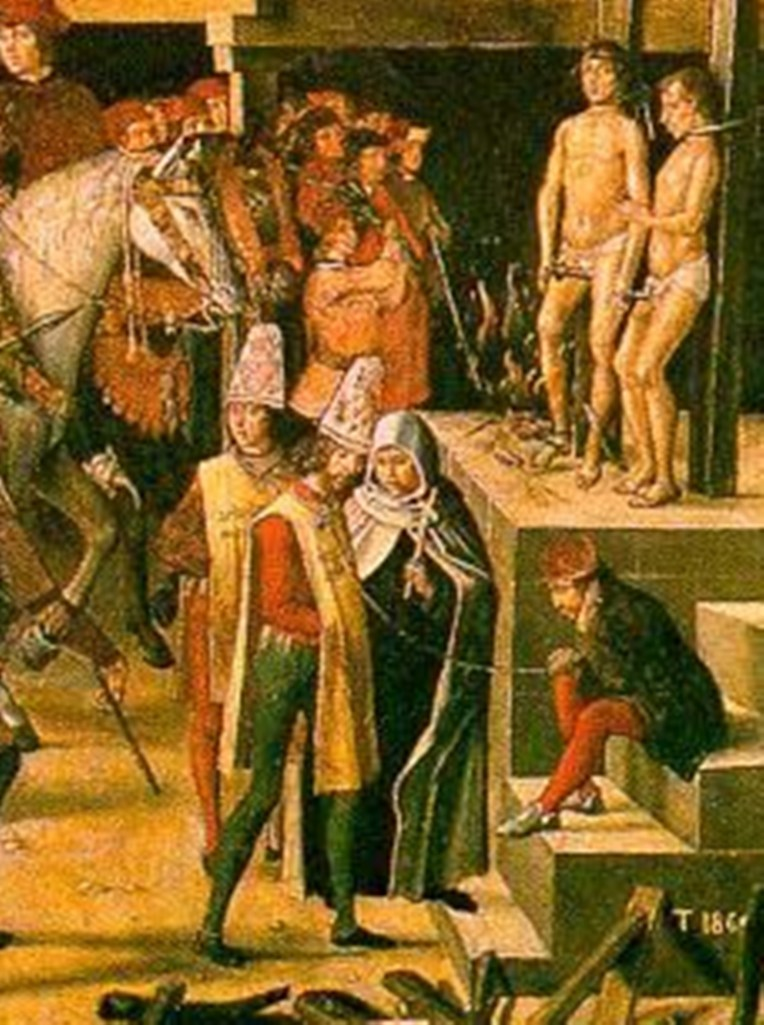
Pedro Berruguete. São Domingos preside um Auto da fé, pintado em 1495. Óleo sobre madeira. 60 5/8×36 Museu do Prado de 1/4 "(154 × 92 cm) (número de catálogo P00618), Madrid Da sacristia da igreja de Santo Tomás

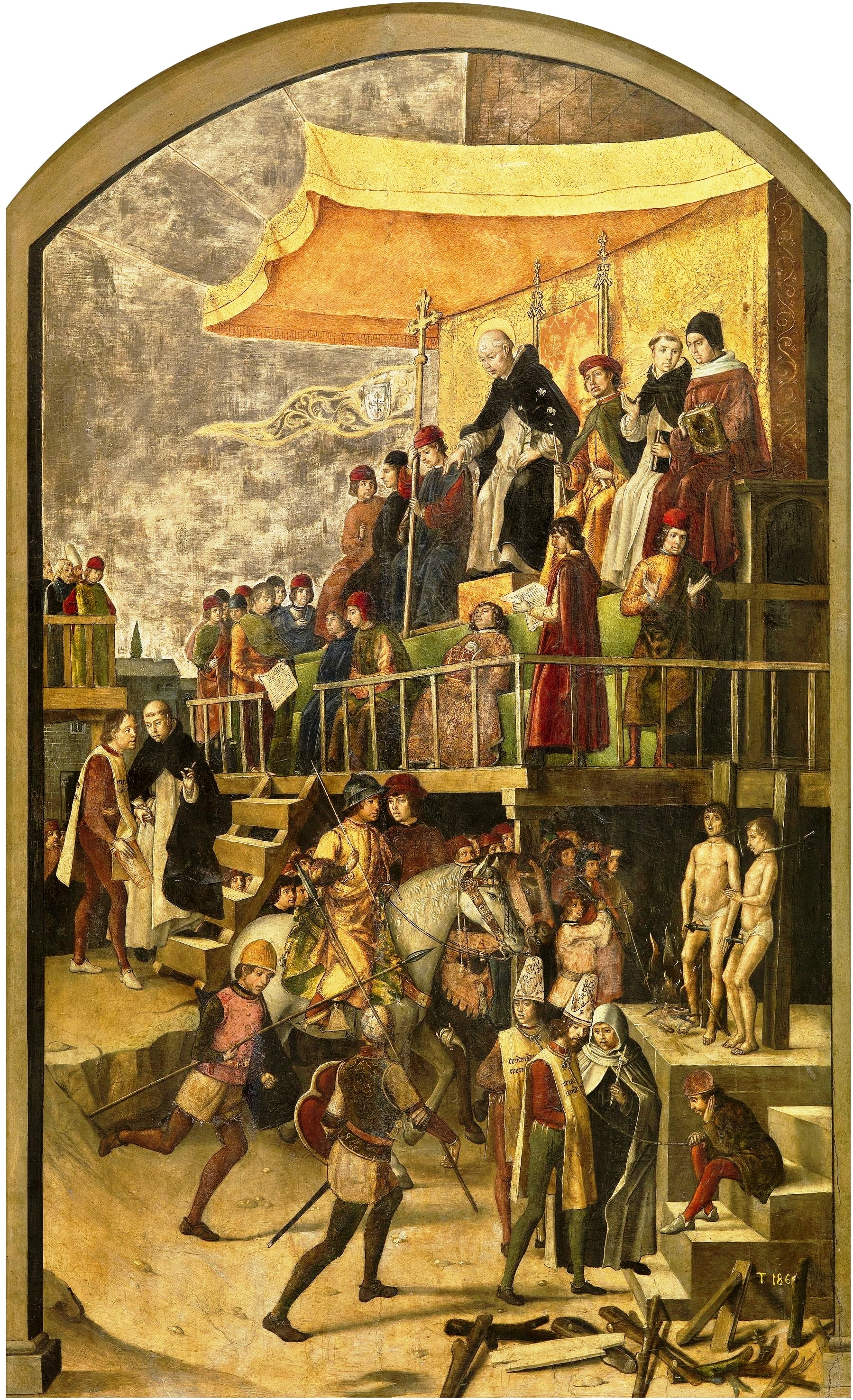
Pedro Berruguete. Queimando os heréticos

Frans van der Hulst (Hulstus), (?, 1465 — Bruxelas, 6 de dezembro de 1530) 
era advogado do sul dos Países Baixos  e membro do Conselho de Brabante.  Em 1522, ele, leigo, foi nomeado como Inquisidor-geral da Holanda, pelo imperador Carlos V.

## Carreira
Frans van der Hulst era licenciado em lei civil e eclesiástica pela Universidade de Leuven.
Em 5 de dezembro de 1505, ele foi nomeado membro extraordinário do Conselho de Brabante, e em 1 de maio de 1508 tornou-se membro do conselho. Nesta posição, ele era um dos principais funcionários do imperador Carlos V do Sacro Império Romano-Germânico (1500–1558).
Carlos V não estava satisfeito com uma inquisição que não funcionava adequadamente, ele preocupava-se com o crescimento do protestantismo que avolumavam-se, ameaçavam o consistência da igreja e ameaçava a ordem secular, o processo de formação do estado. Assim seguindo o modelo espanhol, Carlos V, em 23 de abril de 1522, criou um conselho de inquisição composto por dois clérigos e três leigos, liderados pelo advogado de Brabante Frans van der Hulst.  Carlos tomou essas decisões  sem consultar a a Igreja.  Implantou ele a sua própria inquisição, seguindo o modelo da Espanha. Confiou-a a um leigo, advogado e membro do Conselho do Brabante, o mestre Frans van der Hulst, que embora leigo, se mostrara imbuído de lutar contra as heresias. Carlos então o nomeou oficialmente como inquisidor imperial, ou “’’Inquisidor Secular’’”, com a finalidade de organizar a repressão às heresias e aos hereges.  A confirmação da igreja veio pelas mãos de Adriaan Floriszoon Boeyens, seu ex-colega e agora eleito o Papa Adriano VI (eleito graças à pressão política de Carlos V), que achou por bem confirmá-lo neste cargo, e assim o fez em 1 de junho de 1523, atribuindo-lhe o título de "universalem et generalem inquisitorem", ou seja, inquisidor papal geral na Holanda..  Porém a influência exercida pela igreja sobre Van der Hulst foi limitada pois, de fato, “’’ os inquisidores-gerais adquiriram uma independência de fato da Inquisição Episcopal e Papal existente.’’”  As iniciativas e prerrogativas sobre este tribunal de inquisição as tinham o poder temporal (Carlos V).
Como inquisidor, ele escolheu uma equipe de funcionários qualificados: o advogado Joost Laurensz, presidente do Grande Conselho de Mechelen, como seus assessor, sendo que ambos não eram clérigos. A esta comissão seguiu-se a nomeação de Jacobus Latomus e Ruard Tapper, doutores em teologia na Universidade de Leuven; o dominicano Jacob van Hoogstraten e o carmelita Niklaas van Egmond, ambos inquisidores.
Graças à sua oposição aos magistrados da cidade em relação aos direitos de conduzir os processos judiciais, Frans van der Hulst não teve tanto sucesso em suprimir as "heresias" que Carlos V desejava. Contudo, vários protestantes foram executados.
Ele, por exemplo, liderou a investigação de Jacob Proost (Jacopbus Praepositus), o monge agostiniano flamengo que começou a pregar visões luteranas na Antuérpia e contra Cornelius Grapheus, que publicou um livro luterano. Praepositus conseguiu fugir para a Alemanha.
Mas, durante muito tempo, ele não conseguiu cumprir suas funções, já que rapidamente entrou em conflito com o Tribunal da Holanda,, Van der Hulst falsificou uma ação em 1523 para desacreditar Cornelis Hoen. Quando isso veio à luz, e dado seu comportamento brutal e incompetente, ele caiu em desgraça como inquisidor e foi forçado a fugir da Holanda. Em 1524, ele foi acusado acusado e deposto pelo governador. 
O experimento com um inquisidor leigo tornara-se um fiasco. Para substituí-lo, posteriormente, Margarida da Áustria apresentou três novos candidatos ao papa com a aprovação do Imperador, com a intenção de que o Papa nomeasse um deles. Para sua surpresa, os três candidatos foram nomeados inquisidores clericais em 17 de junho de 1524 pelo Papa Clemente VII. Olivier Buedens de Ypres para assumir seus deveres no condado de Flandres, Nicolaas Houzeau de Bergen para Henegouwen Hainaut e Nicolaas Coppin de Leuven para Brabante, na Holanda. Todos os três nomeados inquisidores papais tinham laços estreitos com a Universidade de Leuven.  Criou-se assim uma inquisição secular, a qual foram adicionados alguns membros dos Conselhos Provinciais.. Mesmo com a nomeação de conselheiros especiais nos conselhos de justiça provinciais não conseguiu evitar que o apoio do protestantismo na Holanda aumentasse lentamente, mas de forma constante.
Erasmo de Roterdã o considerou como uma figura hostil e ficou satisfeito por ter sido deposto.

## Filmografia
Um pouco da passagem, um tanto fictícia, de Frans van der Hulst por Antuérpia, pode ser vista no filme Em busca da carta proibida, título original: Storm – Letter of Fire, lançado em 2017, escrito por Karin van Holst Pellekaan, dirigido por  Dennis Bots, e estrelado por Angela Schijf, Egbert Ja Weeber, Loek Peters, Maarten Heijmans, Nick Golterman, Peter Van den Begin, Tibo Vandenborre e Yorick van Wageningen. O filme se passa na cidade de Antuérpia, nos idos de 1521, mostrando uma Europa devastada por guerras religiosas, nos tempos da Reforma Protestante, e conta a história de Storm Voeten, um garoto de apenas 12 anos de idade, filho de Klaas, dono de uma gráfica. Certo dia, Klaas, que é preso pelo inquisidor Frans van der Hulst por imprimir uma carta do controverso reformador Martinho Lutero proibida pela igreja. Com isso, Storm é forçado a também procurar a tal carta, já que ela poderá ser a chave para libertar seu pai. Neste filme os cidadãos de Antuérpia acabam por se rebelarem contra o inquisidor Frans van der Hulst em defesa do pai de Storm.